# ذا ريتز كارلتون
شركة فندق ريتز كارلتون ، أل أل سي هي شركة أمريكية متعددة الجنسيات تدير سلسلة الفنادق الفاخرة المعروفة باسم فندق ريتز كارلتون. تمتلك الشركة 108 فنادق ومنتجعات فاخرة في 30 دولة وإقليم مع 29158 غرفة، بالإضافة إلى 46 فندقًا بها 8755 غرفة في طور الإعداد والتخطيط مستقبلًا.
تأسست الشركة الحالية في عام 1983، عندما باع الملاك السابقون اسم العلامة التجارية ريتز كارلتون وفندق ريتز كارلتون في بوسطن ، ماساتشوستس. تم توسيع العلامة التجارية لاحقًا إلى مواقع أخرى. الشركة هي شركة تابعة لشركة ماريوت الدولية.

## التاريخ

### ريتز وكارلتون والريتز كارلتون في أوروبا
تبدأ قصة علامة ريتز كارلتون التجارية مع الفندقي السويسري سيزار ريتز، الذي كان معروفًا في صناعة الفنادق بأنه "ملك مُلّاك الفنادق، ومالك فنادق للملوك". أعاد تعريف أماكن الإقامة الفاخرة في أوروبا بإدارته لفندق ريتز في باريس وفندق كارلتون في لندن ‏، من بين أمور أخرى. افتتح هو والشيف الشهير أوغست إسكوفييه من فنادقه مطاعم حسب الطلب تُعرف باسم "ريتز كارلتون" على متن السفن البحرية إس إس أمريكا التابعة لشركة هامبورغ-أمريكا لاين في عام 1905 وإس إس إمبيراتور في عام 1913. توقفت المطاعم على تلك السفن عن العمل في عام 1914 مع اندلاع الحرب العالمية الأولى. وعلى الرغم من وفاة ريتز في عام 1918، واصلت زوجته ماري تقليد افتتاح الفنادق باسمه.

### الريتزكارلتون في في أمريكا الشمالية
تأسست شركة ريتز كارلتون للاستثمار على يد ألبرت كيلر، الذي اشترى الاسم وحصل على حق الامتياز في الولايات المتحدة. افتُتح أول فندق ريتز كارلتون في الولايات المتحدة في مدينة نيويورك عام 1911. وكان يقع في شارع 46 وشارع ماديسون. أدار لويس ديات المطابخ واخترع فيشيواز هناك. في عام 1911، أعلنت شركة ريتز عن نيتها التوسع إلى فيلادلفيا وأتلانتيك سيتي. تبع ذلك فندق ريتز كارلتون فيلادلفيا في عام 1913 في شارعي برود ووالنات، والذي صممه هوراس ترومباور ووارن ويتمور. افتُتح فندق ريتز كارلتون مونتريال في عام 1912، ولم يكن مملوكًا لكيلر لأنه كان يقع في كندا. افتُتح فندق ريتز كارلتون أتلانتيك سيتي التابع لكيلر في عام 1921.